# 122 (număr)
122 (o sută douăzeci și doi) este numărul natural care urmează după 121 și precede pe 123.

## În matematică
- Este un număr compus, având divizori 1, 2, 61, 122. Este și un număr semiprim.[2][3]
- Este un număr nontotient, deoarece ecuația φ(x) = {\displaystyle 122} nu are soluții.[4]
- Este un număr noncototient, deoarece ecuația x - φ(x) = {\displaystyle 122} nu are soluții.[5]

## În știință
- Este numărul atomic al unbibiului, un element ipotetic.

### Astronomie
- NGC 122 - nu există.
- 122 Gerda, o planetă minoră (asteroid) din centura principală.
- 122P/de Vico, o cometă descoperită de Francesco de Vico.

## Alte domenii
O sută douăzeci și doi se mai poate referi la:
- vârsta lui Jeanne Calment, considerată a fi persoana cea mai longevivă din lume, trăind 122 de ani și 164 de zile.
- numărul de telefon de urgență pentru poliție din Egipt.
- E122 sau azorubina, un colorant alimentar.